# Otto Vogeler
Otto Heinrich Julius Vogeler (* 27. Januar 1846 in Potsdam, Königreich Preußen; † 5. September 1913 in Berlin) war ein deutscher Obergärtner und Landschaftsarchitekt in Berlin und Umgebung.

## Leben
Otto Vogeler wurde als Sohn des Gärtners Eduard Vogeler und dessen Ehefrau Charlotte geb. Luckow. Vogeler lernte seit 1862  in Sanssouci bei Gustav Meyer, dem Assistenten von Peter Joseph Lenné. Seit 1865 war er Gehilfe im (alten) königlichen botanischen Garten in Berlin, seit 1868 Obergehilfe im königlichen Schlosspark Bellevue bei Berlin.
1869 legte Vogeler sein Examen als Obergärtner ab. Seit 1871 war er bei der Anlage des neuen Vergnügungsparks Flora bei Charlottenburg beschäftigt. Seit 1874 arbeitete er in den Gärten der Familie von Jagow.
1876 machte sich Otto Vogeler als Landschaftsgärtner selbstständig. Er war zu dieser Zeit auch beeidigter Sachverständiger für Gartenbau und Gartenkunst im Berliner Bezirk II (des Landgerichts). 1884 wurde er mit der Anlage des neuen Luisenfriedhofs bei Charlottenburg beauftragt. 1891 wurde dieser fertiggestellt.
Seit 1906 war Otto Vogeler Direktor der Park- und Gartenverwaltung des Prinzen Friedrich Leopold von Preußen in Klein Glienicke bei Potsdam. 1911 und 1913 wurde diese Berufung erneuert. Sein weiteres Leben ist nicht erforscht.